# Eriocaulon diaguissense
Eriocaulon diaguissense là một loài thực vật có hoa trong họ Cỏ dùi trống. Loài này được Bourdu mô tả khoa học đầu tiên năm 1957.